# Masahisa Fujita

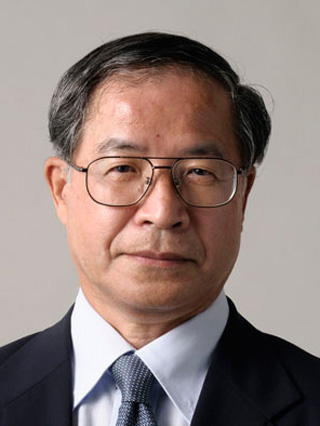
Masahisa Fujita, 2020

Masahisa Fujita (jap. 藤田 昌久, Fujita Masahisa; * 21. Juli 1943 in der Präfektur Yamaguchi, Japan) ist ein japanischer Wirtschaftswissenschaftler und Stadtplaner, der als Mitbegründer der räumlichen Volkswirtschaftslehre und Pionier der Neuen Ökonomischen Geographie gilt. Fujitas Forschungsfelder sind die Stadtökonomik, Regionalökonomik und räumliche Ökonomik. Fujita ist außerdem Professor an der Kōnan-Universität.

## Ausbildung
Fujita erwarb 1966 einen B.Sc. in Ingenieurwissenschaften von der Kyoto University mit Stadtplanung als Hauptfach, bevor er 1972 von der University of Pennsylvania einen Ph.D. in Regionalwissenschaft verliehen bekam. An der University of Pennsylvania studierte Fujita unter Walter Isard, dem Begründer der Regionalwissenschaft als akademische Disziplin.

## Beruflicher Werdegang
Nach seiner Promotion kehrte Fujita nach Japan zurück und nahm 1973 eine Stelle an der Kyoto University als Assistenzprofessor für Transportwesen an, ehe er 1976 an die University of Pennsylvania zurückkehrte. 1981 wurde er vom Assistenzprofessor zum Associate Professor und 1986 zum Professor für Regionalwissenschaft befördert, wechselte jedoch 1994 an die Abteilung für Volkswirtschaftslehre. 1995 ging Fujita nach Japan zurück, wo er Professor am Institute of Economic Research der Kyoto University wurde. Von 2003 bis 2007 war Fujita parallel Präsident des Institute of Developing Economies der JETRO. 2007 folgte Fujita einem Ruf an die Kōnan-Universität, bleibt jedoch außerplanmäßiger Professor an der Kyoto University. Daneben ist er seit 2007 als Präsident und Chief Research Officer des Research Institute of Economy, Trade & Industry, IAA.

## Forschung
Gemäß der wirtschaftswissenschaftlichen Publikationsdatenbank IDEAS gehört Fujita im Gesamtranking zu den 3 % der forschungsstärksten Ökonomen (Rang 896). Auch unter Kriterien wie "Anzahl an Zitaten" oder "Anzahl an Arbeiten" gehört Fujita deutlich zu den besten 5 % der in der Datenbank erfassten Ökonomen. Die meistzitierte Publikation Fujitas ist ein Buch namens The Spatial Economy: Cities, Regions, and International Trade (2001) und wurde zusammen mit Anthony J. Venables und Paul Krugman verfasst. In diesem Buch legen Fujita, Krugman und Venables dar, wie ein gemeinsamer Ansatz, der das Zusammenspiel von zunehmenden Erträgen, Transportkosten und die Bewegung von Produktionsfaktoren auf eine weite Anzahl von Themen der Stadt-, Regional- und Internationalen Ökonomik angewandt werden kann. Es stellt ein Grundlagenwerk der Neuen Ökonomischen Geographie dar, da es das erste Buch war das eine schlüssige und einheitliche Erklärung der Existenz großflächiger wirtschaftlicher Agglomerationen auf verschiedenen räumlichen Ebenen anbot.
Weitere wichtige wirtschaftswissenschaftliche Beiträge Fujitas sind die Entwicklung eines Wirtschaftsmodells für Agglomerationen (mit Thisse, 1996), eine Untersuchung der Entwicklung hierarchischer urbaner Systeme (mit Krugman und Tomoya, 1999) sowie die Entwicklung eines nicht-monozentrischen Stadtmodells und die Interpretation der modellierten Stadtentwicklung (mit Ogawa, 1982).

## Auszeichnungen
- Tord Palander-Preis (1983)
- Walter Isard Award (mit Jean Paelinck, 1998)[5]
- Alonso-Preis (mit Paul Krugman, 2002)

## Mitgliedschaften
- American Economic Association
- Japanese Economic Association (Präsident)
- Japanische Akademie der Wissenschaften
- Applied Regional Science Conference
- Regional Science Association International
- Japan Regional Science

## Veröffentlichungen

### Bücher
- Fujita, Masahisa (1989): Urban Economic Theory, Cambridge University Press.
- Fujita, Masahisa, Paul Krugman, Anthony J. Venables (2001): The Spatial Economy: Cities, Regions, and International Trade, MIT Press.
- Fujita, Masahisa, Jacques François Thisse (2002): Economics of Agglomeration: Cities, Industrial Location, and Regional Growth, Cambridge University Press.
- Fujita, Masahisa (Hrsg.) (2005): Spatial Economics, Volume I and Volume II, The International Library of Critical Writings in Economics, Edward Elgar Publishing, Inc., Vereinigtes Königreich.
- Fujita, Masahisa (Hrsg.) (2007): Regional Integration in East Asia: From the Viewpoint of Spatial Economics, Macmillan, Vereinigtes Königreich.

## Quelle
- Curriculum Vitae Masahisa Fujitas von der Website der European Regional Science Association (Englisch) (PDF; 281 kB)

| Personendaten    | Personendaten                                          |
| ---------------- | ------------------------------------------------------ |
| NAME             | Fujita, Masahisa                                       |
| ALTERNATIVNAMEN  | 藤田 昌久 (japanisch)                                  |
| KURZBESCHREIBUNG | japanischer Wirtschaftswissenschaftler und Stadtplaner |
| GEBURTSDATUM     | 21. Juli 1943                                          |
| GEBURTSORT       | Präfektur Yamaguchi, Japan                             |